# 埃夫里主教座堂

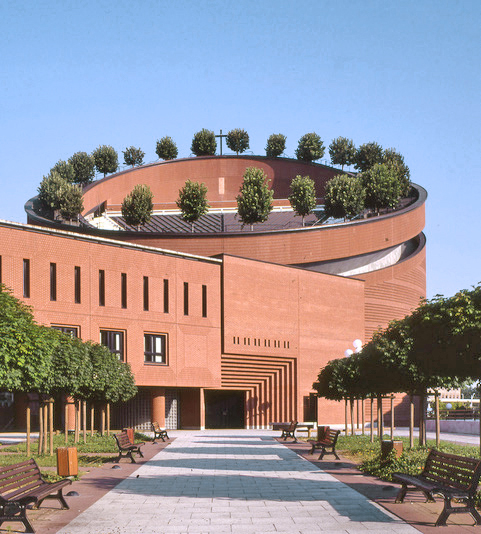

埃夫里复活主教座堂（法語：Cathédrale de la Résurrection d'Évry）是天主教埃夫里-科爾貝埃索納教區的主教座堂，位于法国法兰西岛大区埃松省 埃夫里。
科爾貝教區，又名科爾貝埃索納教區，成立于1966年，但缺少像样的主教座堂。1988年，该教区更名为天主教埃夫里-科爾貝埃索納教區，委托瑞士建筑师马里奥·博塔设计埃夫里主教座堂。1991年春动工，他设计了一个令人惊讶的现代混凝土圆柱塔楼，高34.5米，84万块手工红砖贴面，屋顶边缘种植了一圈树木。祭台用整块白色卡拉拉大理石制成。建堂资金来自30多万名捐助者，包括德国慕尼黑教区。
埃夫里主教座堂于1995年4月11日开放，次年复活节祝圣。1997年8月22日教宗若望保禄二世来访。